# Xã Washington, Quận Henry, Ohio
Xã Washington (tiếng Anh: Washington Township) là một xã thuộc quận Henry, tiểu bang Ohio, Hoa Kỳ. Năm 2010, dân số của xã này là 1.912 người.